# Jacques Herlin
Jacques Herlin, pseudonimo di Jacques de Jouëtte (Le Vésinet, 17 agosto 1927 – Parigi, 7 giugno 2014), è stato un attore francese, attivo anche in Italia, soprattutto dalla seconda metà degli anni sessanta fino alla prima metà degli anni ottanta.

## Biografia
Jacques Herlin ha recitato in un numero svariato di film a partire dalla fine degli anni cinquanta. Dotato di una figura esile e di un volto che ispira fiducia e tenerezza, è stato chiamato più volte anche da vari registi italiani; probabilmente, per risaltare meglio queste caratteristiche, fu doppiato in italiano con un timbro vocale flebile che talvolta sfociava nel falsetto.
Tra i maggiori registi con la quale ha collaborato si possono citare: Luigi Comencini, Dino Risi, Alberto Lattuada, Marco Vicario, Elio Petri e Pasquale Festa Campanile. Seppur in ruoli minori, in Italia è ricordato maggiormente per aver interpretato l'avvocato Benelli in Il compagno don Camillo e l'imprenditore della finanza Herr Schmidt in Pappa e ciccia.
L'attore è anche presente nel folto cast del film Il soldato di ventura, in cui interpreta il ruolo di Paredes, il luogotenente del governatore spagnolo della storica disfida di Barletta. Jacques Herlin è morto all'età di 86 anni in un ospedale di Parigi il 7 giugno 2014 e nonostante l'età avanzata, è rimasto in attività fino a pochi mesi prima del decesso.

## Filmografia

### Cinema
- Et ta sœur, regia di Maurice Delbez (1958)
- La rapina di Montparnasse (Le Caid), regia di Bernard Borderie (1960)
- Boulevard, regia di Julien Duvivier (1960)
- La ragazza dagli occhi d'oro (La Fille aux yeux d'or), regia di Jean-Gabriel Albicocco (1961)
- Vento caldo di battaglia (Les Carillons sans joie), regia di Charles Brabant (1962)
- Arsenio Lupin contro Arsenio Lupin (Arsene Lupin contre Arsene Lupin), regia di Édouard Molinaro (1962)
- Il giorno e l'ora (Le Jour et l'heure), regia di René Clément (1963)
- Maciste l'eroe più grande del mondo, regia di Michele Lupo (1963)
- La frusta e il corpo, regia di Mario Bava (1963)
- I mostri, regia di Dino Risi (1963)
- Sandok, il Maciste della jungla, regia di Umberto Lenzi (1964)
- Le voci bianche, regia di Pasquale Festa Campanile e Massimo Franciosa (1964)
- Buffalo Bill - L'eroe del Far West, regia di Mario Costa (1964)
- Il compagno don Camillo, regia di Luigi Comencini (1965)
- Il morbidone, regia di Massimo Franciosa (1965)
- Giulietta degli spiriti, regia di Federico Fellini (1965)
- La mandragola, regia di Alberto Lattuada (1965)
- La decima vittima, regia di Elio Petri (1965)
- New York chiama Superdrago, regia di Giorgio Ferroni (1966)
- Una vergine per il principe, regia di Pasquale Festa Campanile (1966)
- Yankee, regia di Tinto Brass (1966)
- Per pochi dollari ancora, regia di Giorgio Ferroni (1966)
- Il grande colpo dei 7 uomini d'oro, regia di Marco Vicario (1966)
- Non faccio la guerra, faccio l'amore, regia di Franco Rossi (1966)
- Scusi, lei è favorevole o contrario?, regia di Alberto Sordi (1966)
- Troppo per vivere... poco per morire, regia di Michele Lupo (1967)
- I dolci vizi... della casta Susanna (Susanne, die Wirtin von der Lahn) regia di Franz Antel (1967)
- Colpo maestro al servizio di Sua Maestà britannica, regia di Michele Lupo (1967)
- Ballata da un miliardo, regia di Gianni Puccini (1967)
- 7 pistole per un massacro, regia di Mario Caiano (1967)
- Il tigre, regia di Dino Risi (1967)
- Tom Dollar, regia di Marcello Ciorciolini (1967)
- Matchless, regia di Alberto Lattuada (1967)
- Lo straniero, regia di Luchino Visconti (1967)
- La ragazza e il generale, regia di Pasquale Festa Campanile (1967)
- Le due facce del dollaro, regia di Roberto Bianchi Montero (1967)
- Lo scatenato, regia di Franco Indovina (1968)
- Le dolcezze del peccato, regia di Franz Antel (1968)
- Susanna... ed i suoi dolci vizi alla corte del re (Frau Wirtin hat auch einen Grafen), regia di Franz Antel (1968)
- Il trionfo della casta Susanna (Frau Wirtin Hat auch eine Nichte), regia di Franz Antel (1969)
- Professione bigamo, regia di Franz Antel (1969)
- Liebe durch die Hintertür, regia di Franz Antel (1969)
- Infanzia, vocazione e prime esperienze di Giacomo Casanova, veneziano, regia di Luigi Comencini (1969)
- Una storia d'amore, regia di Michele Lupo (1969)
- Le piacevoli notti di Justine (Frau Wirtin Blast auch Gern Trompete), regia di Franz Antel (1970)
- Quante belle figlie di... (Frau Wirtin Treibt Es Jetr Noch Toller), regia di Franz Antel (1970)
- Musik, Musik - da wackelt die Penne, regia di Franz Antel (1970)
- Einer Spinnt immer, regia di Franz Antel (1971)
- Homo Eroticus, regia di Marco Vicario (1971)
- Die tollen Tanten shlagen zu, regia di Franz Josef Gottlieb (1971)
- Per amore o per forza, regia di Massimo Franciosa (1971)
- Außer Rand und Band am Wolfangsee, regia di Franz Antel (1972)
- Le mille e una notte all'italiana, regia di Carlo Infascelli e Antonio Racioppi (1972)
- Sbatti il mostro in prima pagina, regia di Marco Bellocchio (1972)
- Il maschio ruspante, regia di Antonio Racioppi (1973)
- Mordi e fuggi, regia di Dino Risi (1973)
- Leva lo diavolo tuo dal... convento, regia di Franz Antel (1973)
- Blau blüht der Enzian, regia di Franz Antel (1973)
- Shaft e i mercanti di schiavi (Shaft in Africa), regia di John Guillermin (1973)
- La proprietà non è più un furto, regia di Elio Petri (1973)
- Das Wandern ist Hern Müllers Lust, regia di Franz Antel (1973)
- Rappresaglia, regia di George Pan Cosmatos (1973)
- Chi ha rubato il tesoro dello scià?, regia di Guido Leoni (1974)
- L'erotomane, regia di Marco Vicario (1974)
- Uomini duri, regia di Duccio Tessari (1974)
- Tous les chemins mènent à l'homme, regia di Jack Guy (1974)
- Porgi l'altra guancia, regia di Franco Rossi (1974)
- Mondo candido, regia di Gualtiero Jacopetti e Franco Prosperi (1975)
- E tanta paura, regia di Paolo Cavara (1976)
- Carioca tigre, regia di Giuliano Carnimeo (1976)
- Il vangelo secondo Simone e Matteo, regia di Giuliano Carnimeo (1976)
- Il soldato di ventura, regia di Pasquale Festa Campanile (1976)
- Antonio Gramsci - I giorni del carcere, regia di Lino Del Fra (1977)
- Casanova & Company, regia di Franz Antel (1977)
- Drei Schwedinnen in Oberbayern, regia di Sigi Rothemund (1977)
- Pane, burro e marmellata, regia di Giorgio Capitani (1977)
- La guerra dei robot, regia di Alfonso Brescia (1978)
- L'infermiera in vacanza, regia di Franz Josef Gottlieb (1978)
- Febbre nelle notti d'estate, regia di Sigi Rothemund (1978)
- Love-Hotel in Tirol, regia di Franz Antel (1978)
- Love sensation, regia di Walter Boos (1978)
- Himmel, Scheich und Wolkenbruch, regia di Dieter Bottger (1979)
- Austern mit Senf, regia di Franz Antel (1979)
- Giochi erotici in famiglia, regia di Franz Marischka (1979)
- Lucky Star, regia di Jiri Pech e Hans-Jürgen Tögel (1979)
- Speed Cross, regia di Stelvio Massi (1980)
- Odio le bionde, regia di Giorgio Capitani (1980)
- Drei Lederhosen in St.Tropez, regia di Franz Marischka (1980)
- La salamandra (The Salamander), regia di Peter Zinner (1981)
- Il marchese del Grillo, regia di Mario Monicelli (1981)
- Ciao nemico, regia di E.B. Clucher (1982)
- Piratensender Powerplay, regia di Sigi Rothemund (1982)
- Die liebestollen Lederhosen, regia di Ernst W. Kalinke (1982)
- Happy Weekend, regia di Murray Jordan (1983)
- La guerra del ferro - Ironmaster, regia di Umberto Lenzi (1983)
- Pappa e ciccia, regia di Neri Parenti (1983)
- Lo specchio del desiderio (La Lune dans le caniveau), regia di Jean-Jacques Beineix (1983)
- Plem, Plem - Die Schule brennt, regia di Sigi Rothemund (1983)
- Histoire du caporal, regia di Jean Baronnet (1984)
- Il desiderio e la corruzione (Rive droite, rive gauche) regia di Philippe Labro (1984)
- Train d'enfer, regia di Roger Hanin (1985)
- Ma guarda un po' 'sti americani! (European Vacation), regia di Amy Heckerling (1985)
- Funny boy, regia di Christian Le Hémonet (1987)
- Pehavý Max a strasidlá, regia di Juraj Jakubisko (1987)
- Chouans! I rivoluzionari bianchi, regia di Philippe de Broca (1988)
- La partita, regia di Carlo Vanzina (1988)
- La piccola ladra, regia di Claude Miller (1988)
- Acque di primavera, regia di Jerzy Skolimowski (1989)
- Un père et passe, regia di Sébastien Grall (1989)
- Rebus, regia di Massimo Guglielmi (1990)
- Une type bien, regia di Laurent Bénégui (1991)
- Un pesce color rosa, regia di Ben Lewin (1991)
- Shadows of the Past, regia di Gabriel Pelletier (1991)
- Krapatchouk, regia di Enrique Gabriel (1992)
- Entaglend, regia di Max Fischer (1993)
- Non tutti hanno la fortuna di aver avuto i genitori comunisti (Tout le monde n'a pas eu la chance d'avoir des parents communistes), regia di Jean-Jacques Zilbermann (1993)
- Jefferson in Paris, regia di James Ivory (1995)
- Al piccolo margherita, regia di Laurent Bénégui (1995)
- La chasse aux doryphores, regia di Daniel Petitcuénot (1996)
- Animals (Animals with the Tollkeeper), regia di Michael Di Jiacomo (1998)
- Le créateur, regia di Albert Dupontel (1999)
- Giovanna d'Arco (The Messenger: The Story of Joan of Arc), regia di Luc Besson (1999)
- Le pharmacien de garde, regia di Jean Veber (2003)
- 7 ans de mariage, regia di Didier Bourdon (2003)
- L'incruste, regia di Alexandre Castagnetti e Corentin Julius (2004)
- Il ne faut jurer... de rien!, regia di Eric Civanyan (2005)
- Un'ottima annata - A Good Year (A Good Year), regia di Ridley Scott (2006)
- Madame Irma, regia di Didier Bourdon e Yves Fajnberg (2006)
- Hello Goodbye, regia di Graham Guit (2008)
- Welcome, regia di Philippe Lioret (2009)
- À l'origine, regia di Xavier Giannoli (2009)
- Uomini di Dio (Des hommes et des dieux), regia di Xavier Beauvois (2010)
- Notre jour viendra, regia di Romain Gavras (2010)
- Monsieur Papa, regia di Kad Merad (2011)
- Présumé coupable, regia di Vincent Garenq (2011)
- Les Adieux à la reine, regia di Benoît Jacquot (2012)
- Asterix & Obelix al servizio di Sua Maestà (Astérix et Obélix: Au service de Sa Majesté), regia di Laurent Tirard (2012)
- Ich und Kaminski, regia di Wolfgang Becker (2015) (postumo)

### Televisione
- Doris, regia di Jean Vernier (1956)
- La terre est ronde, regia di Philippe Ducrest (1960)
- Leclerc enquête, regia di Claude Barma – serie TV, episodio 1x16 (1962)
- Operazione ladro (It Takes a Thief) – serie TV, episodio 3x03 (1969)
- Jefferson Keyes (Cool Million) – serie TV, episodio 1x01 (1972)
- Le avventure di Pinocchio, regia di Luigi Comencini – miniserie TV (1972)
- Mosè, regia di Gianfranco de Bosio – miniserie TV (1974)
- Effetti speciali, regia di Gianni Amelio (1978)
- Il furto della Gioconda, regia di Renato Castellani (1978)
- Il balordo, regia di Pino Passalacqua (1978)
- Il caso Graziosi, regia di Michele Massa (1981)
- Die füntfte Jahreszeit, regia di Franz Josef Gottlieb (1983)
- Venti di guerra (The Winds of War), regia di Dan Curtis (1983)
- L'hôpital de Leningrad, regia di Sarah Moldoror (1983)
- Segreti (Lace), regia di William Hale – miniserie TV (1984)
- La gourmande, regia di Jean-Claude Charnay (1984)
- Messieurs les jurés – serie TV, episodio 1x23 (1984)
- Serie noire – serie TV, episodio 1x09 (1985)
- Une péniche nommée Réalité, regia di Paul Seban (1985)
- Il dottor Fisher di Ginevra, regia di Michael Lindsay-Hogg (1985)
- Les cinq dernières minutes – serie TV, episodio 3x42 (1985)
- Nazi Hunter: The Beate Klarsfeld Story, regia di Michael Lindsay-Hogg (1986)
- La zia di Frankenstein (Teta), regia di Juraj Jakubisko (1987)
- Le crépuscule des loups, regia di Jean Chapot (1988)
- Les soeurs du Nord, regia di Joël Santoni (1989)
- Counterstrike – serie TV, episodio 1x07 (1990)
- Macaronì, regia di Marcel Bluwal (1991)
- Un cercueil pour dex, regia di Jean-Louis Fournier (1993)
- Les cinq dernières minutes – serie TV, episodio 4x12 (1995)
- Anne Le Guen – serie TV, episodi 1x01-1x03 (1995)
- Julie Lescaut – serie TV, episodio 5x03 (1996)
- Champagnes, regia di Olivier Langlois (2001)
- Les alizés, regia di Stéphane Kurc (2001)
- Passage du bac, regia di Olivier Langlois (2002)
- Laube insolite, regia di Claude Grinberg (2002)
- Qui mange quoi?, regia di Jean-Paul Lilienfeld (2003)
- La cliente (En plein coeur), regia di Pierre Boutron (2004)
- Juliette Lesage, médecine pour tous, regia di Christian François (2004)
- Une vie, regia di Élisabeth Rappeneau (2005)
- Une enfance volée: L'affaire Finaly, regia di Fabrice Genestal (2008)
- Andresse inconnue – serie TV, episodi 1x03-2x02 (2008-2009)
- Suor Therese (Soeur Thérèse.com) – serie TV, episodio 1x16 (2009)
- La Commanderie, regia di Didier Le Pêcheur (2010)
- Histories de vies, regia di Nicolas Tackian (2010)
- Commissarie Maggellan, regia di Claire de Rochefoucauld (2010)
- La part des anges, regia di Sylvain Monod (2011)
- Le choix d'Adèle, regia di Olivier Guignard (2011)
- Rituels meurtriers, regia di Olivier Guignard (2011)

### Cortometraggi
- XYZ, regia di Philippe Lifchitz (1960)
- Ice-cream et châtiment, regia di Christian Le Hémonet (1990)
- Mireille et Barnabé aimeraient bien en avoir un..., regia di Laurent Bénégui (1993)
- La fourmi, regia di Anthony Souter (1999)
- Das Ende des Krieges, regia di Andi Rogenhagen (2001)
- Léoléa, regia di Nicolas Brosette (2005)
- La lumière du phare, regia di Hélène Milano (2013)
- Petit lait, regia di François Choquet (2013)
- Rue des Ravissantes, regia di Anne-Laure Daffis e Léo Marchand (2015) (postumo)

## Doppiatori italiani
- Oreste Lionello in La mandragola, La decima vittima, Yankee, Il grande colpo dei 7 uomini d'oro, Colpo maestro al servizio di Sua Maestà britannica, 7 pistole per un massacro, Il tigre, Tom Dollar, Lo scatenato, Una storia d'amore, Homo Eroticus, La proprietà non è più un furto, Febbre nelle notti d'estate
- Gianfranco Bellini in Buffalo Bill - L'eroe del Far West, Per pochi dollari ancora, Troppo per vivere... poco per morire, Lo straniero, Shaft e i mercanti di schiavi, Rappresaglia, Uomini duri, Porgi l'altra guancia, La salamandra, Ciao nemico
- Nino Dal Fabbro in Il compagno don Camillo, Una vergine per il principe
- Sergio Graziani in Le due facce del dollaro, Mosè
- Gianni Marzocchi in Il maschio ruspante, Il Vangelo secondo Simone e Matteo
- Stefano Sibaldi in Mondo candido, E tanta paura
- Lauro Gazzolo in Maciste l'eroe più grande del mondo
- Carlo D'Angelo in La frusta e il corpo
- Enzo Garinei in Le voci bianche
- Renato Izzo in Il morbidone
- Fiorenzo Fiorentini in Giulietta degli spiriti
- Bruno Persa in New York chiama Superdrago
- Ferruccio Amendola in Per amore o per forza
- Stefano Satta Flores in Le avventure di Pinocchio
- Gigi Reder in Il soldato di ventura
- Gianni Agus in Il furto della Gioconda
- Pino Locchi in Il marchese del Grillo
- Franco Latini in Pappa e ciccia
- Mario Mastria in Ma guarda un po' 'sti americani!
- Valerio Ruggeri in Uomini di Dio